# 共产国际第四次代表大会

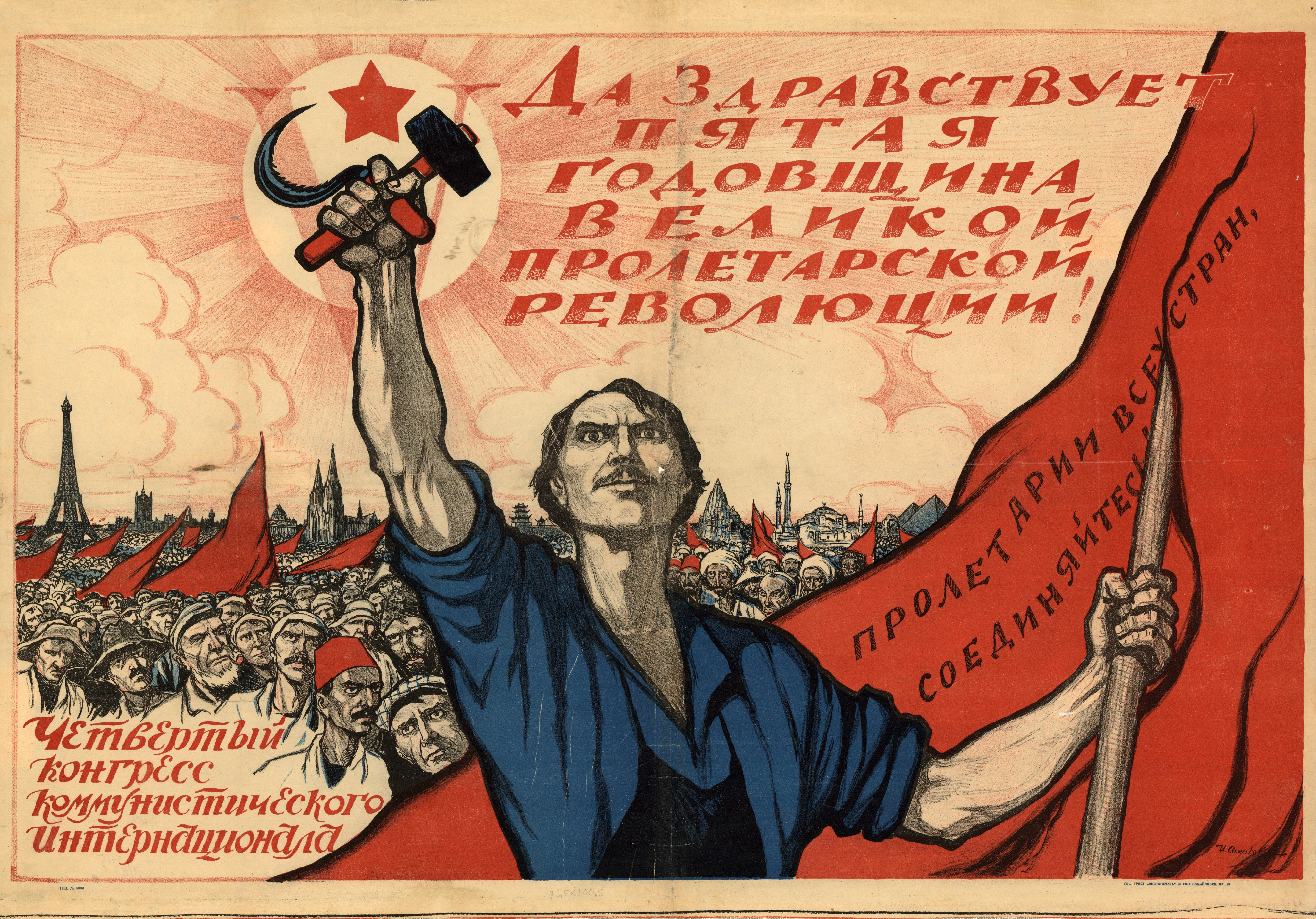
纪念共产国际第四次代表大会和十月革命五周年的海报

共产国际第四次代表大会（俄语：Четвёртый конгресс Коммунистического интернационала）是于1922年11月5日至12月5日在苏俄彼得格勒和莫斯科举行的共产国际代表大会，有来自58个国家的343位有投票权的代表出席了此次会议，65名有发言权而无投票权的代表和6名客人也出席了本次会议。 这次会议是苏联领导人列宁出席的最后一次共产国际代表大会。因为列宁病重的缘故，他没有出席各项会议，只发表了一次简单演讲。共产国际四大决定以统一战线的策略扩大为国际共产主义政策的基本组成部分。此次大会还选出了共产国际执行委员会新任领导人，决议成立国际赤色济难会。时任中共领导人陈独秀参加了此次大会。